# Teuthraustes castiglii
Espèce
Teuthraustes castiglii est une espèce de scorpions de la famille des Chactidae.

## Distribution
Cette espèce est endémique de la région de Loreto au Pérou.

## Étymologie
Cette espèce est nommée en l'honneur de Francesco Massimo Castigli.

## Publication originale
- Rossi, 2015 : Il genere Teuthraustes Simon, 1878 in Perù, con la descrizione di una nuova specie (Scorpiones: Chactidae). Rivista Aracnologica Italiana, vol. 5, Supplemento p. 21–27.